# Grinding (jogos eletrônicos)
Em jogos eletrônicos, grinding é a repetição de tarefas similares com o objective de atingir um fim especifico. Jogadores geralmente executam isso para ganhar pontos de experiência (XP), para coletar itens dentro do jogo conhecidos como loot ou para melhorar o nível/atributos. Dependendo do design do jogo, a quantidade de grindind necessário varia.
Um termo relacionado inclui farming (em que a repetição é feita com o objetivo de obter itens, relacionado ao ato de cuidar de uma fazenda). Usado como substantivo, grind é um design de jogo que requer que o jogador engage em ações repetitivas.
Costumam ser comuns em jogos de RPG onde a atividade pode ser necessária para se desbloquear habilidades ou itens, alguns jogos podem evitar os jogadores da atividade através de taxas adicionais. A atividade também pode encorajar alguns jogadores a recorrerem a recursos de automação como bots, scripts e macros, alguns desses recursos costumam gerar punições em jogos online.
A justificativa para a inclusão de grinding nos jogos se dá por criar um desafio ao jogador, em adquirir o máximo de recursos, também ajuda a equilibrar a dificuldade do jogo, onde se um inimigo estiver muito difícil de ser abatido, basta o jogador fazer grind que a batalha se tornará mais fácil, sem a necessidade de recomeçar o jogo por um nível mais fácil.

## Motivações do Jogador
Frequentemente, a vontade do jogador de atingir o maior nível possível no jogo é o que motiva o "grinding". Os jogadores também podem gostar de executar tarefas repetitivas como uma forma de relaxar, especialmente se a tarefa tem um resultado positivo persistente. Grinding é um tópico controverso entre jogadores. Alguns consideram grinding como um sintoma de um design de jogo sem inspiração e não o acham bom. Outros aceitam o grinding e o consideram como uma característica inerente de todos jogos eletrônicos. Alguns jogos, especialmente os gratuitos para jogar, permitem que os jogadores evitem o grinding pagando taxas adicionais

Grinding em um MMORPG pode ser vantajoso, usando a mesma estratégia para matar monstros controlados por IA para avançar o nível de um personagem ou liberar conteúdos. Alguns jogos também requerem grinding para liberar recursos adicionais ou itens. Alguns jogadores podem programar scripts, bots, macros, e outras ferramentas de automação para realizar tarefas repetitivas. Isso geralmente é considerado pelos desenvolvedores de jogos como uma forma de hacking ou exploit. Em casos de jogos multijogador, essas ações podem levar a um banimento. Devido a natureza controversa do grinding, esses atalhos geralmente causam desaprovação.